# Ludovic Butelle
Ludovic Butelle, né le 3 avril 1983 à Reims, est un footballeur français jouant au poste de gardien de but à l'Olympique Charleville PAM.

## Biographie

### Débuts au FC Metz
Ludovic Butelle commence le football au Carnot Chatillons avant de rejoindre la MJEP Cormontreuil, club de la banlieue de Reims. Repéré par les recruteurs du FC Metz alors qu'il évolue à un bas niveau régional, il intègre le centre de formation et remporte en Coupe Gambardella 2000-2001.
Troisième gardien de l'équipe première, le départ de Jacques Songo'o pour la Coupe d'Afrique des nations de football 2002 et la blessure de Johan Liébus, après trois matchs, lui permettent de faire ses débuts dans les buts messins. Son premier match en Ligue 1, il le joue à 19 ans face à l'Olympique lyonnais, futur champion. Ce n'est que deux saisons plus tard (2003-2004), qu'il devient le gardien titulaire du FC Metz.

### L'aventure espagnole
Il est transféré au Valence CF durant l'été 2004. Lors du match de présentation face au Parme AC, il se blesse gravement à la rate lors d'un contact avec l'attaquant parmesan Tonino Sorrentino (en). Cette blessure l'écarte des terrains pendant plusieurs mois. Il est prêté en fin de saison à Hercules Alicante afin de jouer les six derniers matchs du Championnat d'Espagne de football D3 et permettre à ce club de monter en deuxième division. 
Lors de la saison 2005-2006, il gagne sa place de deuxième gardien face à Juan Luis Mora qui est arrivé durant l'inter-saison afin de remplacer Andrés Palop parti au FC Séville. Cette deuxième place lui permet de jouer quelques matchs de coupe.

### Retour en France
Le 1er septembre 2008, il s'engage avec le Lille OSC pour un prêt avec option d'achat.
Il joue son premier match de championnat avec le LOSC mi-mai 2009, Grégory Malicki étant écarté du groupe par Rudi Garcia à cause de ses performances mitigées. Par la suite il résilie son contrat à l'amiable avec le Valence CF et début juillet 2009, il s'engage pour trois ans avec le club nordiste.
Lors de la saison 2009-2010, il pallie la blessure de Mickaël Landreau en prenant part à 10 rencontres de Ligue 1 et 7 de Ligue Europa.
En manque de temps de jeu, il est prêté avec option d'achat en juin 2010 au Nîmes Olympique en Ligue 2.
Après une saison difficile au Nîmes Olympique qui s'est terminé par une descente en National mais dont il a cependant été nommé meilleur joueur de son équipe par ses propres supporters, Ludovic Butelle décide de rebondir en s'engageant avec l'AC Arles-Avignon.
Trois saisons plus tard et deux trophées de meilleur gardien de Ligue 2, Ludovic Butelle signe à Angers pour le même bail. Il fait partie des grands artisans de la montée du club en Ligue 1 lors de la saison 2014-2015.

### Direction la Belgique
Le 2 janvier 2016, il s'engage avec le Club Bruges KV pour deux ans et demi. Il devient champion de Belgique avec Bruges lors de la saison 2015-2016.
Titulaire lors de la saison 2016-2017, il passe gardien numéro 3 dans la hiérarchie pour la saison 2017-2018, derrière Ethan Horvath et Guillaume Hubert. Ces deux derniers ne convaincant pas, il retrouve sa place de titulaire en décembre, enchaînant cinq rencontres avant de quitter la Belgique. 

### Nouveau retour en France
À la suite des performances irrégulières et aux blessures de ses gardiens Alexandre Letellier et Mathieu Michel, Angers SCO rapatrie Butelle le 4 janvier 2018, le club est alors 19e de Ligue 1. Il prend place dans les cages angevines dès le 14 janvier face à l'Olympique lyonnais (20e journée, 1-1) puis commence titulaire les 19 journées de championnat restantes. 
Quatorzième, le SCO se maintient pour une nouvelle saison en Ligue 1. Lors de l'exercice 2018-2019, qui voit le club terminer à la 13e place, Butelle ne manque que deux rencontres de championnat. Il commence une nouvelle fois la saison 2019-2020 comme titulaire. Celle-ci est perturbée par la pandémie de Covid-19, amenant à l'arrêt du championnat après 28 journées. Comme la saison précédente, il ne manque que deux rencontres. 
Le staff angevin fait le choix d'investir sur un jeune gardien numéro un en vue de la saison 2020-2021. Paul Bernardoni fait ainsi son arrivée le 8 juin 2020, devenant le transfert le plus onéreux de l'histoire d'Angers. Butelle en devient sa doublure et ne dispute que quatre rencontres, toutes en Coupe de France, lors de cette saison. En fin de contrat, le SCO annonce son départ le 4 juin 2021.
Laissé libre par Angers, il s'engage le 6 juillet 2021 en faveur du Red Star Football Club, évoluant en National. Il y passe deux saisons en tant que gardien numéro avant de signer au Stade de Reims. Après deux saisons sans jamais jouer et à la suite de la descente du club, il n'est pas conservé.

## Statistiques
| Saison                | Club                     | Championnat           | Championnat | Championnat | Coupe nationale | Coupe nationale | Coupe de la Ligue | Coupe de la Ligue | Supercoupe | Supercoupe | Compétition(s) continentale(s) | Compétition(s) continentale(s) | Compétition(s) continentale(s) | Total | Total |
| Saison                | Club                     | Division              | M.          | B.          | M.              | B.              | M.                | B.                | M.         | B.         | Comp.                          | M.                             | B.                             | M.    | B.    |
| 2001-2002             | FC Metz                  | Division 1            | 6           | 0           | -               | -               | -                 | -                 | -          | -          | -                              | -                              | -                              | 6     | 0     |
| 2002-2003             | FC Metz                  | Ligue 2               | 20          | 0           | 5               | 0               | 4                 | 0                 | -          | -          | -                              | -                              | -                              | 29    | 0     |
| 2003-2004             | FC Metz                  | Ligue 1               | 27          | 0           | 1               | 0               | 2                 | 0                 | -          | -          | -                              | -                              | -                              | 30    | 0     |
| Sous-total            | Sous-total               | Sous-total            | 53          | 0           | 6               | 0               | 6                 | 0                 | -          | -          | -                              | -                              | -                              | 65    | 0     |
| 2004-2005             | Hércules Alicante (prêt) | Segunda División B    | 6           | 0           | -               | -               | -                 | -                 | -          | -          | -                              | -                              | -                              | 6     | 0     |
| 2005-2006             | Valence CF               | Liga                  | 1           | 0           | 3               | 0               | -                 | -                 | -          | -          | CI                             | 0                              | 0                              | 4     | 0     |
| 2006-2007             | Valence CF               | Liga                  | 8           | 0           | 3               | 0               | -                 | -                 | -          | -          | C1                             | 1                              | 0                              | 12    | 0     |
| Sous-total            | Sous-total               | Sous-total            | 9           | 0           | 6               | 0               | -                 | -                 | -          | -          | -                              | 1                              | 0                              | 16    | 0     |
| 2007-2008             | Real Valladolid (prêt)   | Liga                  | 8           | 0           | 1               | 0               | -                 | -                 | -          | -          | -                              | -                              | -                              | 9     | 0     |
| 2008-2009             | Lille OSC (prêt)         | Ligue 1               | 4           | 0           | 4               | 0               | 1                 | 0                 | -          | -          | -                              | -                              | -                              | 9     | 0     |
| 2009-2010             | Lille OSC (prêt)         | Ligue 1               | 10          | 0           | 1               | 0               | -                 | -                 | -          | -          | C3                             | 7                              | 0                              | 18    | 0     |
| Sous-total            | Sous-total               | Sous-total            | 14          | 0           | 5               | 0               | 1                 | 0                 | -          | -          | -                              | 7                              | 0                              | 27    | 0     |
| 2010-2011             | Nîmes Olympique (prêt)   | Ligue 2               | 37          | 0           | 3               | 0               | 3                 | 0                 | -          | -          | -                              | -                              | -                              | 43    | 0     |
| 2011-2012             | AC Arles-Avignon         | Ligue 2               | 35          | 0           | -               | -               | 1                 | 0                 | -          | -          | -                              | -                              | -                              | 36    | 0     |
| 2012-2013             | AC Arles-Avignon         | Ligue 2               | 34          | 0           | -               | -               | -                 | -                 | -          | -          | -                              | -                              | -                              | 34    | 0     |
| 2013-2014             | AC Arles-Avignon         | Ligue 2               | 37          | 0           | -               | -               | 1                 | 0                 | -          | -          | -                              | -                              | -                              | 38    | 0     |
| Sous-total            | Sous-total               | Sous-total            | 106         | 0           | -               | -               | 2                 | 0                 | -          | -          | -                              | -                              | -                              | 108   | 0     |
| 2014-2015             | Angers SCO               | Ligue 2               | 34          | 0           | 1               | 0               | -                 | -                 | -          | -          | -                              | -                              | -                              | 35    | 0     |
| 2015-2016             | Angers SCO               | Ligue 1               | 19          | 0           | -               | -               | -                 | -                 | -          | -          | -                              | -                              | -                              | 19    | 0     |
| Sous-total            | Sous-total               | Sous-total            | 53          | 0           | 1               | 0               | 0                 | 0                 | -          | -          | -                              | -                              | -                              | 54    | 0     |
| 2015-2016             | Club Bruges KV           | Pro League            | 9+9         | 0           | 3               | 0               | -                 | -                 | -          | -          | -                              | -                              | -                              | 21    | 0     |
| 2016-2017             | Club Bruges KV           | Pro League            | 30+6        | 0           | 2               | 0               | -                 | -                 | 1          | 0          | C1                             | 6                              | 0                              | 45    | 0     |
| 2017-2018             | Club Bruges KV           | Pro League            | 5           | 0           | 1               | 0               | -                 | -                 | -          | -          | C1+C3                          | -                              | -                              | 6     | 0     |
| Sous-total            | Sous-total               | Sous-total            | 59          | 0           | 6               | 0               | -                 | -                 | 1          | 0          | -                              | 6                              | 0                              | 72    | 0     |
| 2017-2018             | Angers SCO               | Ligue 1               | 19          | 0           | -               | -               | 1                 | 0                 | -          | -          | -                              | -                              | -                              | 20    | 0     |
| 2018-2019             | Angers SCO               | Ligue 1               | 36          | 0           | 1               | 0               | 0                 | 0                 | -          | -          | -                              | -                              | -                              | 37    | 0     |
| 2019-2020             | Angers SCO               | Ligue 1               | 26          | 0           | -               | -               | -                 | -                 | -          | -          | -                              | -                              | -                              | 26    | 0     |
| 2020-2021             | Angers SCO               | Ligue 1               | 0           | 0           | 4               | 0               | -                 | -                 | -          | -          | -                              | -                              | -                              | 4     | 0     |
| Sous-total            | Sous-total               | Sous-total            | 81          | 0           | 5               | 0               | 1                 | 0                 | -          | -          | -                              | -                              | -                              | 87    | 0     |
| 2021-2022             | Red Star FC              | National              | 21          | 0           | -               | -               | -                 | -                 | -          | -          | -                              | -                              | -                              | 21    | 0     |
| 2022-2023             | Red Star FC              | National              | 30          | 0           | -               | -               | -                 | -                 | -          | -          | -                              | -                              | -                              | 30    | 0     |
| Sous-total            | Sous-total               | Sous-total            | 51          | 0           | -               | -               | -                 | -                 | -          | -          | -                              | -                              | -                              | 51    | 0     |
| Total sur la carrière | Total sur la carrière    | Total sur la carrière | 477         | 0           | 33              | 0               | 13                | 0                 | 1          | 0          | -                              | 14                             | 0                              | 538   | 0     |

## Palmarès

### En club
Il remporte la Coupe Gambardella en 2001 avec le FC Metz.
Avec le Club Bruges, il est champion de Belgique en 2016 et 2018 et remporte la Supercoupe de Belgique en 2016. Il est également finaliste de la Coupe de Belgique en 2016.            
| FC Metz (1)                             | Club Bruges (3) |
| --------------------------------------- | --- |
| - Coupe Gambardella - Vainqueur : 2001. | - Championnat de Belgique - Champion : 2016 et 2018 . - Supercoupe de Belgique - Vainqueur : 2016. - Coupe de Belgique - Finaliste : 2016. |

### Distinction individuelles
Il est élu meilleur gardien de Ligue 2 par France Football lors des saisons 2011-2012, 2012-2013 et 2013-2014 alors qu'il joue à l'AC Arles-Avignon et étoile France Football de Ligue 2 lors de la saison 2011-2012 et de la saison 2012-2013.
Il est élu meilleur gardien du Championnat de Belgique de l'année 2016.